# 伯靈頓 (北卡羅萊納州)
伯靈頓（Burlington）是美國北卡羅萊納州阿拉曼斯縣的一座城市，面積82.41平方公里，2020年美國人口普查伯靈頓共有57,303人。